# Il primo legame. Riflessioni sul parto e la nascita
Il primo legame. Riflessioni sul parto e la nascita è un saggio del 1982 di Grazia Honegger Fresco, edito dalla casa editrice Emme Edizioni.
La pedagogista si interroga con spirito critico su quale sia l'ambiente ideale per la donna e per il bambino nel momento della nascita, attimo carico di implicazioni emozionali e psicologiche.
Inoltre si preoccupa di far notare come la nascita e la morte, eventi un tempo ospitati nella casa alla presenza della comunità familiare, siano sempre più spesso delegati alle istituzioni considerati come ambienti impersonali.

## Caratteristiche
Il libro (139 pagine) fa parte della collana "I quaderni del nuovo nato", la quale si incentra su temi come il neonato, il suo corpo, i suoi bisogni, ma anche su temi quali la gravidanza ed il parto, e la madre ed il padre.
Il primo legame vuole aiutare a riflettere sui momenti cruciali del parto, della nascita (rifacendosi anche all'approccio montessoriano) e dei primi giorni di vita, nei quali emerge in concreto lo scambio d'amore tra genitori e figlio. È questo uno degli aspetti più importanti per la triade padre-madre-bambino, ovvio apparentemente, eppure spesso ignorato, sciupato dall'invadenza degli aspetti sanitari, dei rituali alla moda, dei pregiudizi verso il bambino. È un legame delicato che va protetto guardando ai due aspetti dell'evento - il parto e la nascita - e ai due protagonisti - la madre e il bambino.

## Struttura
Il libro è suddiviso nei seguenti capitoli:
- Il parto e la nascita, un approccio montessoriano;
- Il parto come vissuto d'amore;
- Per un'esperienza umana di parto;
- Il lavoro del bambino: la nascita;
- Subito dopo;
- Sapore di latte;
- Non separateci!;
- Un futuro pieno di speranza;
- Conclusione;
- Piccola biografia sulla relazione genitori-neonato;
- L'autrice di questo libro.